# Leslie Koen
Leslie Koen (17 oktober 1989) is een Nederlands langebaanschaatsster die gespecialiseerd is in op de sprint en de supersprint. In 2010 nam ze voor het eerst deel aan het NK afstanden in Heerenveen. Ze eindigde daar op de 500m op de 18e plaats. Koen schaatst voor het Gewest Friesland.

## Supersprint
Koen deed in 2009 mee aan het NK supersprint bij de junioren A, en werd daar tweede achter Floor van den Brandt. Het jaar daarop deed ze voor het eerst mee bij de senioren en was meteen zeer succesvol. Ze werd Nederlands kampioen supersprint.
Ook op de kortebaan is Leslie Koen actief. Zo werd ze in 2010 Nederlands kampioene en won ze in het najaar van 2010 de eerste kortebaanwedstrijd op natuurijs.

## Persoonlijke records
| Afstand    | Tijd    | Datum            | Baan       |
| ---------- | ------- | ---------------- | ---------- |
| 500 meter  | 39,87   | 10 november 2012 | Heerenveen |
| 1000 meter | 1.22,23 | 10 maart 2008    | Heerenveen |
| 1500 meter | 2.09,82 | 9 maart 2008     | Heerenveen |
| 3000 meter | 4.41,89 | 10 maart 2007    | Heerenveen |